# Chó Alpine Dachsbracke
Alpine Dachsbracke (tiếng Đức: Alpenländische Dachsbracke) là một giống chó nhỏ của một loài chó săn có nguồn gốc từ Áo. Chó Alpine Dachsbracke được lai tạo để đuổi theo các con mồi bị thương như hươu, lợn rừng, thỏ và cáo. Nó đánh hơi theo đường đi rất tốt ngay cả sau khi con đường đã bị lạnh đi. Chó Alpine Dachsbracke rất mạnh mẽ, và Áo được cho là nước xuất xứ của loài này.

## Mô tả

### Ngoại hình
Loài chó nhỏ này có điểm tương đồng nhỏ với loài chó Dachshund, với đôi chân ngắn (mặc dù dài hơn chó Dachshund) và có thân dài. Bộ lông dày đặc, ngắn nhưng trơn tru ngoại trừ đuôi và cổ. Đôi mắt tròn có một biểu cảm sống động. Là một loài chó rất mạnh mẽ, Alpine Dachsbracke có ngoại hình rất khỏe khắn và có một cấu trúc xương lớn.
Màu sắc được ưa thích của loài chó này là màu đỏ sẫm, có hoặc không có lông đen xen kẽ. Màu đen với các dấu màu nâu đỏ trên đầu, ngực, chân, bàn chân và đuôi cũng được chấp nhận, cũng như một ngôi sao màu trắng trên ngực (theo Hiệp hội Các giống hiếm của Mỹ). Chiều cao lý tưởng cho chó đực là 37–38 cm, và chiều cao lý tưởng cho chó cái là 36–37 cm. Chó Alpine có đùi và chân rất mạnh mẽ, với móng chân màu đen và ngón chân khép chặt và làn da đàn hồi tốt là những đặc điểm được đánh giá cao trong các cuộc thi chó. Chúng có dáng đi nhẹ và nhanh. Lớp lông trên cùng rất dày, lớp lông ở dưới da dày đặc và cả hai đều ôm sát gần gũi với cơ thể.
Chó Alpine Dachsbracke nặng từ 15 đến 18 kg (33 đến 40 lb) và chiều cao tới vai lúc đứng từ 34 đến 42 cm (13 đến 16 in). Nó thường được so sánh với chó Dachshund, vì chúng rất giống nhau về ngoại hình.

### Tính khí
Được sử dụng hiệu quả để đuổi theo các con mồi bị thương, giống chó này có thể hoạt động ngay cả ở địa hình và độ cao khắc nghiệt. Nó là một người bạn đồng hành tốt, mặc dù nó chủ yếu là một con chó săn và do đó được thợ săn nuôi là chính. Nó có một tính cách không hề sợ hãi, thân thiện và thông minh. Hầu hết các con chó Alpine Dachsbrackes đều thân thiện với trẻ em và tốt với chó và vật nuôi khác, mặc dù chúng có thể thể hiện một bản năng tìm kiếm mồi mạnh mẽ, vốn là điển hình của nhiều con chó chuyên đánh hơi.